# Élections législatives bougainvillaises de 2025
Des élections législatives se tiendront à Bougainville, région autonome de Papouasie-Nouvelle-Guinée en transition vers l'indépendance, du 2 au 9 septembre 2025. Une élection présidentielle a lieu simultanément.

## Contexte
Le scrutin a lieu six ans après le référendum sur l'indépendance de Bougainville qui a vu la population voter à plus de 98 % en faveur de l'indépendance. Le résultat de ce référendum est cependant légalement non contraignant et doit être approuvé ou refusé par le Parlement de Papouasie-Nouvelle-Guinée. 
Ishmael Toroama, élu président de Bougainville en 2020, a toutefois annoncé le 1er septembre 2027 comme date pour l'indépendance du pays.

## Système électoral
La Chambre des représentants de Bougainville est composée de quarante-six sièges dont quarante-quatre pourvus par le biais d'une forme limitée du vote alternatif, les deux autres étant occupés par des membres ex officio,. Le territoire de Bougainville est divisé en trente-six circonscriptions électorales d'un siège chacune, auxquelles se superpose une division en trois districts - Nord, Centre et Sud - ayant chacun à pourvoir un siège réservé à une femme, et un siège réservé à un ancien membre de l'Armée révolutionnaire de Bougainville ayant combattu pour l'île pendant la guerre civile (1988-1998). Enfin, le président de Bougainville, élu au scrutin direct par la population, et le président de la Chambre, élu par ses membres en dehors d'eux, sont membres de droit,.
Au cours du vote, chaque électeur classe trois candidats de sa circonscription par ordre de préférence sur son bulletin de vote en écrivant un chiffre dans la case à côté du nom du candidat : 1 étant sa première préférence, 2 la suivante, et 3 la troisième. Les bulletins de vote comportant moins ou plus de trois préférences sont considérés comme nuls. Lors du dépouillement, les premières préférences sont additionnées pour chacun des candidats. Si l'un d'entre eux obtient la majorité absolue de ces voix, il est élu. Sinon, un deuxième décompte est effectué en éliminant le candidat qui a recueilli le moins de voix, et on répartit les voix de ses électeurs aux candidats marqués par eux en seconde préférence. On compte à nouveau les voix des candidats en additionnant aux premières voix ces voix supplémentaires obtenues lors du deuxième décompte. Si un candidat obtient la majorité absolue des voix, il est élu. Sinon, l'opération est répétée jusqu'à l'obtention d'une majorité absolue, si besoin jusqu'à ce qu'il ne reste que deux candidats en lice, les troisième préférences étant prises en compte si le candidat marqué par l'électeur en second préférence a déjà été éliminé lors d'un décompte précédent,.

## Candidats et campagne
Il y a 404 candidats.